# Hesperapis nanula
Hesperapis nanula är en biart som först beskrevs av Cockerell 1936.  Hesperapis nanula ingår i släktet Hesperapis och familjen sommarbin. Inga underarter finns listade i Catalogue of Life.